# Jedaiah ben Abraham Bedersi
‎Jedaiah ben Abraham Bedersi, francosko-judovski pesnik, zdravnik in filozof, * 1270, Béziers, † 1340.
1. 1 2  Record #102501319 // Gemeinsame Normdatei — 2012—2016.
2. ↑  opac.vatlib.it
3. ↑  LIBRIS — Kraljevska knjižnica Švedske.
4. ↑  Jaume Riera i Sans Literatura en hebreu dels jueus catalans — Mestni svet Barcelone, 1974. — str. 41.